# Woodeaton
Woodeaton – wieś w Anglii, w hrabstwie Oxfordshire, w dystrykcie South Oxfordshire. Leży 7 km na północ od Oksfordu i 83 km na północny zachód od Londynu. W 2001 miejscowość liczyła 80 mieszkańców.